# Rhinella nesiotes
Rhinella nesiotes és una espècie de gripau de la família Bufonidae. És endèmica del Perú. El seu hàbitat natural inclou boscos secs tropicals o subtropicals i montans secs. Està amenaçada d'extinció.